# Scorpio maurus
Scorpio maurus is een soort schorpioen die voorkomt in Noord-Afrika en het Midden-Oosten.
Dit is een kleine / middelgrote schorpioen van 6–8 cm uit de familie Scorpionidae. Hij heeft een bruine rug en goudkleurige klauwen. Er worden 12 ondersoorten gerekend na de herziening van Scorpio door Lourenco in 2009. Deze ondersoorten verschillen in kleur: De meeste hebben een geel tot roodbruine kleur (de punt van de klauwen heeft meestal een donkere roodbruine kleur), maar sommige ondersoorten (zoals Scorpio maurus fuscus) zijn donkerbruin / zwartachtig van kleur.
Deze soort gebruikt voornamelijk zijn klauwen om zichzelf te verdedigen, in plaats van zijn staart. Hoewel het gif van de staart een zwak neurotoxine bevat dat maurotoxine wordt genoemd, wordt S. maurus niet als gevaarlijk beschouwd voor gezonde mensen. De steek van deze schorpioen is pijnlijk, maar er zijn geen dodelijke ongevallen geregistreerd.

## Leefomgeving
De soort leeft in diepe holen in woestijnen en soms droge bossen. De soort kan op verschillende soorten ondergronden leven, maar graven moet een mogelijkheid zijn. De gewoonte om zeer diepe holen te maken (doorgaans tussen de 20–70 cm, tot maximaal 1 meter diep) betekent dat deze schorpioen in gevangenschap vaak het gelukkigst is met een hogere luchtvochtigheid: diep zand zal vochtig zijn, waardoor een relatief vochtig hol ontstaat.
Deze soort leeft in zeer warme habitats, maar kan in sommige gebieden wintertemperaturen tot 10-15 C ervaren. De schorpioen overwintert in zijn hol.

## Ondersoorten
- Scorpio maurus maurus (Linnaeus, 1758)
- Scorpio maurus arabicus (Pocock, 1900)
- Scorpio maurus behringsi (Shenkel, 1949)
- Scorpio maurus fuscus (Ehrenberg, 1829)
- Scorpio maurus kruglovi (Birula, 1910)
- Scorpio maurus legionis (Werner, 1936)
- Scorpio maurus palmatus (Ehrenberg, 1828)
- Scorpio maurus propinquus (Simon, 1872)
- Scorpio maurus stemmli (Shenkel, 1949)
- Scorpio maurus townsendi (Pocock, 1900)
- Scorpio maurus trarasensis (Bousisset & Larrouy, 1962)
- Scorpio maurus yemmensis (Werner, 1929)